# Équipe du Mexique féminine de handball
Dernière mise à jour : 19 janvier 2024.
L'équipe du Mexique féminine de handball est la sélection nationale représentant le Mexique dans les compétitions internationales féminines de handball.

## Historique
Le Mexique dispute sa première grande compétition en 1989 au Championnat panaméricain féminin de handball et termine 4e, ce qui sera sa meilleure performance dans la compétition, dissoute en 2017.
La sélection dispute le Championnat d'Amérique du Nord et des Caraïbes féminin de handball, terminant deuxième lors de la première édition en 2015 et 2025, et troisième en 2021 ainsi qu'en 2023.